# Danny Drinkwater
Daniel Noel „Danny” Drinkwater (n. 5 martie 1990, Manchester, Anglia, Regatul Unit) este un fotbalist britanic retras din activitate, care a jucat pe post de mijlocaș la echipe ca Leicester, Blackburn Rovers și Manchester United. Pe plan internațional, are prezențe la națională pentru Anglia U18⁠(d), Anglia U19⁠(d) și Anglia.
Și-a început cariera la Manchester United, apoi a fost împrumutat la echipele Huddersfield Town, Cardiff City, Watford și Barnsley, înainte de a semna cu Leicester, în 2012.